# Ljubinje (Veliko Gradište)
Ljubinje (em cirílico:Љубиње) é uma vila da Sérvia localizada no município de Veliko Gradište, pertencente ao distrito de Braničevo, na região de Braničevo. A sua população era de 409 habitantes segundo o censo de 2002.

## Demografia
| 1948 | 1953 | 1961 | 1971 | 1981 | 1991 | 2002 |
| ---- | ---- | ---- | ---- | ---- | ---- | ---- |
| 829  | 824  | 781  | 789  | 750  | 660  | 409  |